# Ryuichi Kamiyama
Ryuichi Kamiyama (神山 竜一 Kamiyama Ryuichi?), född 10 november 1984 i Osaka prefektur, är en japansk fotbollsspelare.
Kamiyama började sin karriär 2003 i Avispa Fukuoka. Han spelade 242 ligamatcher för klubben.